# أوغينيوز ريبكا
أوغينيوز ريبكا (بالبولندية: Eugeniusz Rybka)‏ (و. 1898 – 1988 م) هو عالم فلك من بولندا.
توفي في فروتسواف، عن عمر يناهز 90 عاماً.

## التعليم
تعلم في جامعة ياغيلونيا.